# Eulithis brunneomaculata
Eulithis brunneomaculata là một loài bướm đêm trong họ Geometridae.